# 103e régiment d'infanterie (France)
Le 103e régiment d'infanterie (103e RI) est un régiment d'infanterie de l'Armée de terre française créé sous la Révolution à partir d'une grande partie de la garde nationale soldée de Paris qui avait été elle-même presque entièrement composée d'hommes venant du régiment licencié des Gardes françaises, un régiment français d'Ancien Régime.

De cette dislocation sont également créés les 102e et 104erégiments d'infanterie.

## Création et différentes dénominations
- 1791 : Création du 103e régiment d'infanterie.
- 1794 : 103e demi-brigade première formation
- 1796 : 103e demi-brigade de deuxième formation
- 1803 : 103e régiment d'infanterie de ligne.
- 16 juillet 1815 : comme l'ensemble de l'armée napoléonienne, il est licencié à la Seconde Restauration
- Lors de la réorganisation des corps d'infanterie français en 1820, le 103e régiment d'infanterie de ligne n'est pas recréé, son numéro reste vacant jusqu'en 1860.
- 1860 : Création du 103e régiment d'infanterie de ligne[2].
- 1862 : licencié[3]
- 1872 : 103e régiment d'infanterie de ligne.
- 1882 : 103e régiment d'infanterie.
- 1914 : à la mobilisation, il donne naissance au 303e régiment d'infanterie

## Chefs de corps
- 1791 : colonel Alexandre Jean-Batiste Piochard d'Arblay(*) ;
- 1792 : colonel de Mauperthuis
- 1793 : colonel Jolly
- 1794 : colonel Prisye de Chazelles
- 1796 : colonel Dumoulin
- 1800 : colonel Éloi Charlemagne Taupin (**) ;
- 1807 : colonel Antoine Rignoux (*) ;
- 1811 : colonel Bonnaire
- 1814 : colonel Gabriel Beluze ;
- 1814 : colonel Nicolle
- de 1815 à 1860 le no 103 est vacant
- 1860 : colonel de La Chaise
- 1872 : colonel Alphonse Casimir Lechesne[4]
- 1878 : colonel de Négrier
- 1886 : colonel Carle
- 1890 : colonel Colonna
- 1896-1897 : Colonel Prunget
- 1907 : Colonel Eugène Sylvestre Buisson d'Armandy
- 1907-1911: Colonel Camille Marie Emile Ravenez
- 1914 : colonel Pelletier de Chambure
- 1939-1940 : Colonel Roche

## Historique des garnisons, combats et batailles du103eRI

### 103erégiment d'infanterie de ligne(1791-1794)

#### Guerres de la Révolution et de l'Empire

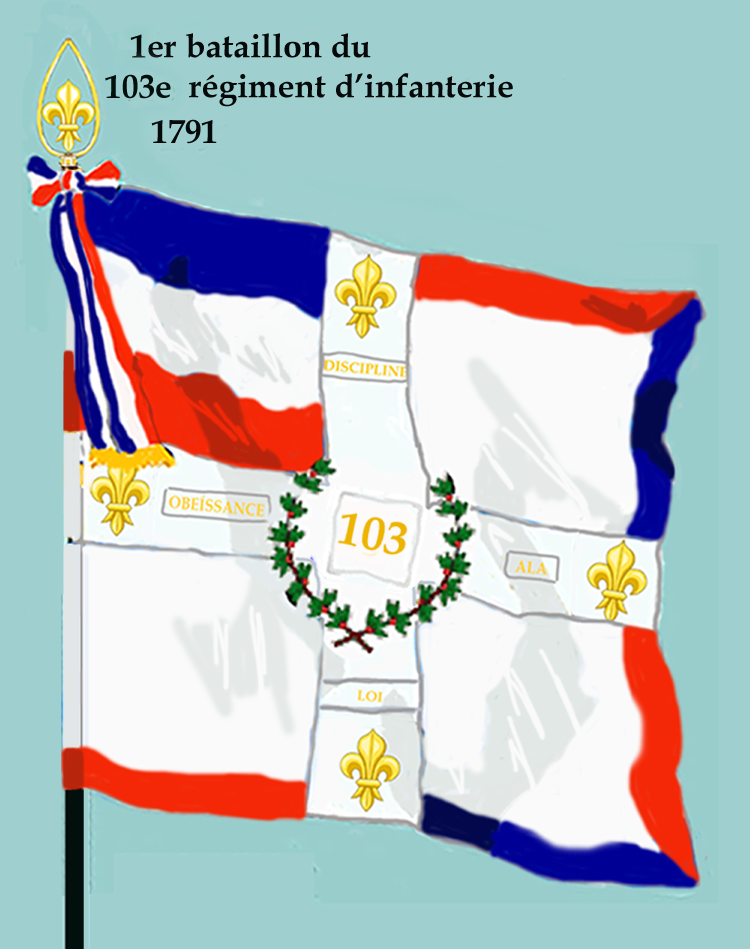
Drapeau du 1er bataillon du 103e régiment d'infanterie de ligne de 1791 à 1793
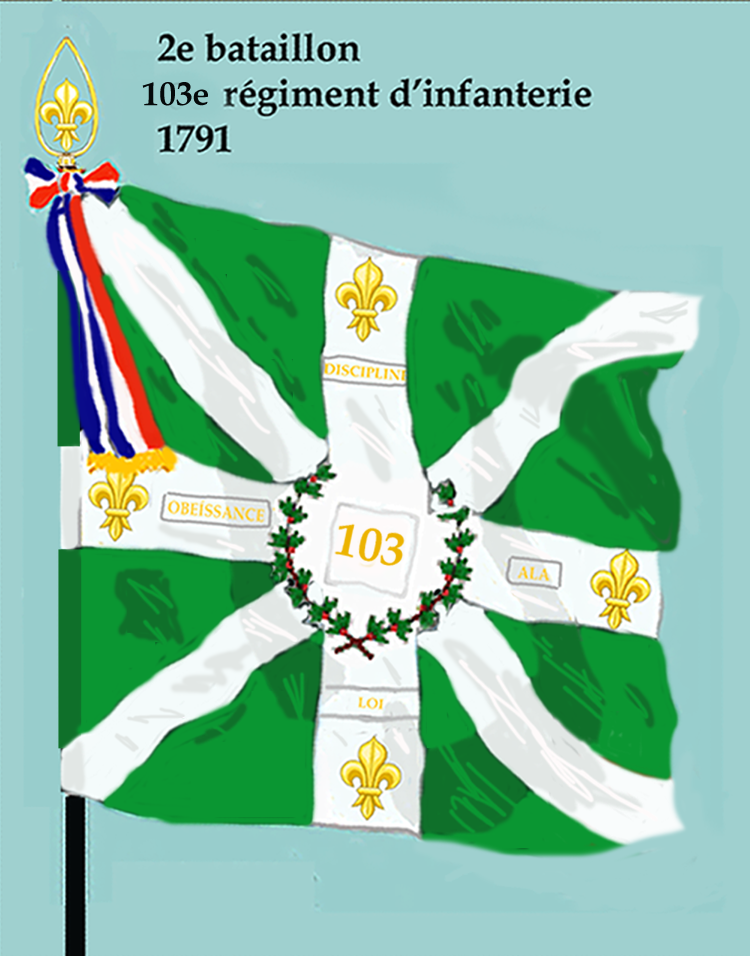
Drapeau du 2e bataillon du 103e régiment d'infanterie de ligne de 1791 à 1793

Le 102e régiment est créé par décrets des 3 août 1791 et 29 janvier 1792 à partir d'une grande partie de la garde nationale soldée de Paris qui avait été elle-même presque entièrement composée d'hommes venant du 1er et 2e bataillons du régiment licencié des Gardes françaises,
En juin 1792, le 103e fait partie de l'armée du Rhin, et son 1er bataillon assiste au siège de Thionville.
Le 1er octobre, il passe à l'armée de la Moselle, sous le commandement du général Beurnonville, et prend
part à l'expédition de Trèves.
À partir du mois de mai 1793, les deux bataillons sont séparés.
1er bataillon
Le 15 mai, le 1er bataillon est aux avant-postes, à Combat de Neukirchen, et se bat contre les Prussiens, qui, après avoir réussi à enlever cette position, sont obligés de la quitter devant l'attaque énergique de nos troupes. Du 26 au 28 septembre, lorsque des forces supérieures forcèrent les Français à se retirer sur la rive gauche de la Sarre, les grenadiers du 103e, avec ceux du 44e formèrent l'arrière-garde, et prirent position à Scheidt.

Le 1er bataillon se distingua ensuite au gué de Guiding et lorsque le général Hoche, pour essayer de débloquer Landau, culbute le corps du prince de Hohenlohe, et ne bat en retraite devant l'armée de Brunswick qu'après trois jours de combats acharnés, où le 1er bataillon s'illustre du 28 au 30 novembre (8 au 10 frimaire an II).
Le 11 germinal an II (31 mars 1794), ce bataillon concoure à la formation de la 181e demi-brigade de première formation.
2e bataillon
Pendant ce temps, le 2e bataillon, laissé à Sarrelouis en mai 1793, avait été envoyé à l'armée du Rhin, à Haguenau, sous le commandement du général Pichegru. Il fut, ainsi que toute l'armée, constamment engagé jusqu’à l'époque du déblocus de Landau.

Le 11 frimaire an II (1er décembre 1793), il s'empare du poste de Pfaffenhoffen et occupe Uberach. Au déblocus de Landau, il culbute à la baïonnette, avec la division Hatry, la première ligne des Autrichiens.

Le 13 nivôse an II (2 janvier 1794), il passe à l'armée de la Moselle, dans la division Ambert, et prend part à un engagement très vif avec les Prussiens en force numérique plus que triple.
Après la retraite des Prussiens, il vint prendre ses quartiers d'hiver sur la Sarre. L'armée s’étant portée sur Trèves, le 2e bataillon, qui faisait alors partie de la division Desbureaux, entre dans la ville le 17 thermidor an II (4 août 1794) et occupe la Montagne Verte.

Dans la campagne de l'an III, il fait partie de l'armée du Rhin.

L'hiver n'arrêta ni les opérations des Français, ni leurs succès. La défaite des Autrichiens, battus deux fois par le général Jourdan, amène la retraite des Prussiens au-delà du Rhin pendant que les Anglais et les Hollandais étaient culbutés par l'armée du Nord, et les quatre armées françaises du Nord, de Sambre-et-Meuse, de la Moselle et du Rhin bordèrent le grand fleuve. L'hiver était venu précoce et terrible : le froid descendit à 17 degrés au-dessous de zéro. Les soldats, vêtus de haillons, sans paye, mais soutenus contre toutes les misères par leur énergie morale, au lieu de songer à s'établir dans des cantonnements, ne demandaient qu'à marcher en avant. 

Le 20 frimaire an II (10 décembre 1793), le 2e bataillon du 103e est campé devant Mayence et prend part ensuite au blocus de Luxembourg.
Il prend part ensuite au blocus de Luxembourg.

Au mois de messidor an III (juin 1795), ce bataillon concourt à la formation de la 182e demi-brigade de première formation.

### 103edemi-brigade de première formation(1793-1796)

#### Guerres de la Révolution et de l'Empire

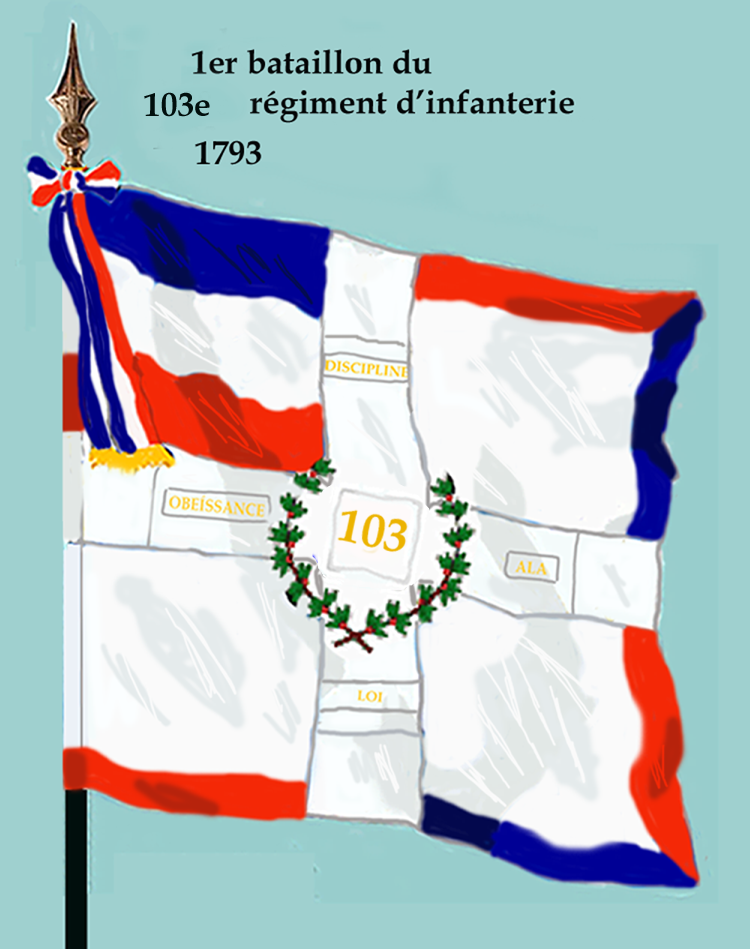
Drapeau du 1er bataillon du 103e régiment d'infanterie de ligne de 1793 à 1804
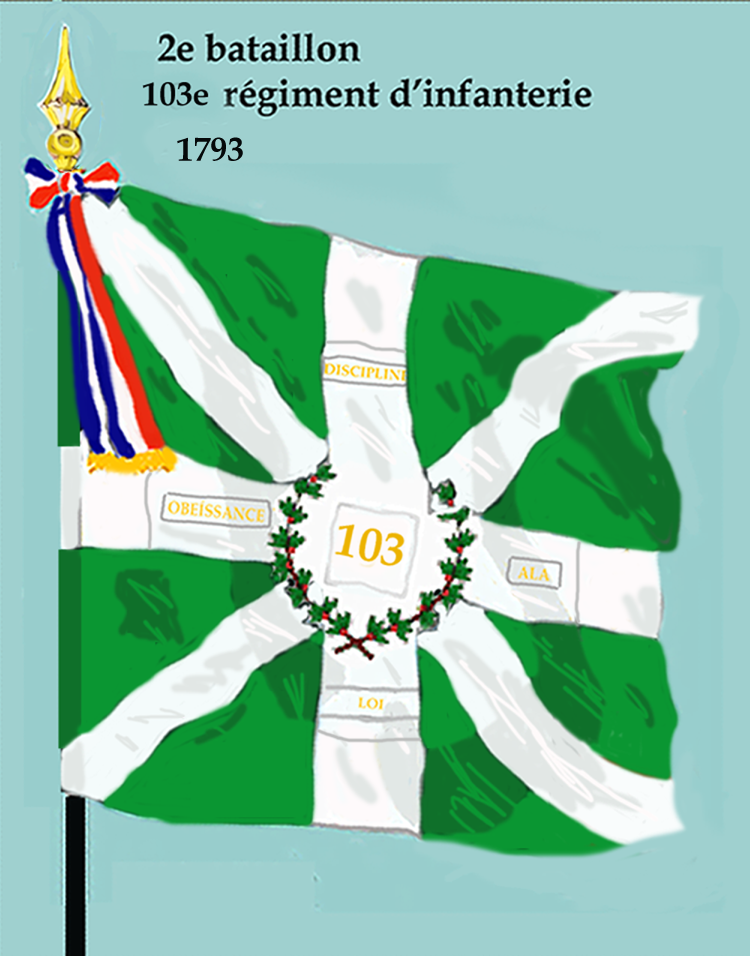
Drapeau du 2e bataillon du 103e régiment d'infanterie de ligne de 1793 à 1804

Le 25 brumaire an III (15 novembre 1794), lors du premier amalgame la 103e demi-brigade de première formation est formée à Toulon  avec les :
- 1er bataillon du 52e régiment d'infanterie (ci-devant La Fère)
- 1er bataillon de volontaires des Bouches-du-Rhône
- 2e bataillon de volontaires du Luberon

Le 27 pluviôse an III (15 février 1795) elle contribue à réprimer les troubles qui avaient éclaté à Toulon.
Dirigée ensuite sur l'armée d'Italie, elle arrive à Loano en avril 1795, et fait partie de la 1re division commandée par le général Masséna.
Les trois bataillons, d'abord séparés, furent réunis, quand les hostilités commencèrent, sous le commandement de l'adjudant-général Joubert. Puis le général Masséna ayant été mis à la tête de l'aile droite de l'armée, composée de trois divisions, la 103e demi-brigade versa, le 16 floréal an III (5 mai 1795), son 1er et son 3e bataillon dans la première de ces divisions, et son 2e bataillon dans la seconde.
 Cette campagne eut peu de résultat. Ayant en face d'elle des forces supérieures, l'armée d'Italie fut la seule des armées françaises de ce moment qui ne put se porter en avant. Mais elle se maintint victorieusement sur ses positions de San Bernardo à Borghetto.

Le 1er et le 3e bataillon de la 103e furent placés à Alaccio et Oneille, le 2e à Vintimille. Ils y restèrent jusqu'au 4 avril 1796.
Un arrêté du 13 nivôse an IV (3 janvier 1796), la 103e demi-brigade de première formation, est amalgamé pour former la nouvelle 11e demi-brigade de deuxième formation

### 103edemi-brigadede deuxième formation (1796-1803)

#### Guerres de la Révolution et de l'Empire
La nouvelle 103e demi-brigade est formée le 1er ventôse de l'an IV (20 février 1796), par l'amalgame des anciennes 
- 86e demi-brigade de première formation (2e bataillon du 43e régiment d'infanterie (ci-devant Royal-Vaisseaux), 19e bataillon de volontaires de Paris également appelé bataillon du Pont-Neuf et 3e bataillon de volontaires du Puy-de-Dôme)
- 162e demi-brigade de première formation (1er bataillon du 89e régiment d'infanterie (ci-devant Royal-Suédois), Bataillon de la Commune et des Arcis et 6e bataillon bis de volontaires du Calvados également appelé bataillon de volontaires de Bayeux)

Destinée à l'armée de Rhin-et-Moselle, elle se trouve à Landau le 25 floréal an IV (14 mai 1796), et marche avec la division d'avant-garde du général Beaupuy, suit le mouvement du corps du général Desaix, et se trouve au passage du Rhin. Elle prend part aux affaires de Wilstedt, d'Offenbourg, de Renchen, aux batailles de Rastadt (5 juillet) et d'Ettlingen (en) (9 juillet), où le général Moreau repousse et défait les Autrichiens.

Restée à Pfaffenhoffen pendant les opérations du général Moreau en Bavière, la demi-brigade se trouve aux combats de Freising et d'Eichstätt, où le général Desaix défit complètement le général Nauendorf (en). Le 23 fructidor an IV (9 septembre 1796),
elle combat de nouveau sous les murs d'Ingolstadt, mais le général Moreau se vit obligé de reculer. Il le fit lentement, méthodiquement, ne laissant derrière lui, dans cette retraite, ni un homme ni un caisson, et s'arrêtant chaque fois qu'il était trop pressé pour infliger quelque leçon sévère aux Autrichiens qui le suivaient. 
Dans cette retraite, la 103e demi-brigade se trouva à Rieden le 1er vendémiaire an V (22 septembre 1796) et prit part à la victoire de Biberach 11 vendémiaire an V (2 octobre 1796) puis au combat d'Emmedingen l'une des pages les plus glorieuses de la 103e demi-brigade, car quelques compagnies débandées, tinrent tête à des forces considérables, protégea la retraite de la division Beaupuy, et rétablit les communications avec l'aile gauche de l'armée.
L'armée ayant repassé le Rhin, la 103e fut envoyée à Kehl, assiégé par les Autrichiens, et s'établit dans l'ile du Rhin jusqu'à la reddition du fort le 6 janvier 1797.

La 103e demi-brigade se distingua de nouveau au passage du Rhin effectué par Moreau à Diersheim le1er floréal an V (20 avril 1797) et à la bataille qui suivie. 
Les généraux Hoche et Moreau reprenaient l'offensive de la manière la plus brillante, quand ils furent arrêtés au milieu de leurs succès par la nouvelle de l'armistice de Léoben
que la cour de Vienne épouvantée venait de signer, le 29 germinal an V (18 avril 1797), avec le général Bonaparte.
Un arrêté du Directoire du 8 vendémiaire an VI (29 septembre 1797) fit prendre à l'armée du Rhin la dénomination d'armée d'Allemagne, dont la 103e demi-brigade fait partie, et s'établit à Strasbourg le 17 pluviôse an VI (5 février 1798).
Le 18 ventôse an VI (8 mars 1798), la 103e fait partie de l'armée d'Helvétie, commandée par le général Brune, et entre en Suisse le mois suivant.
Pendant le courant de l'année 1798, elle occupa Zoug, Lucerne, Brugg, Sissach et Angstorf situé sur la commune de Guin .
Le 15 ventôse an VII (5 mars 1799), le général Masséna prit le commandement de l'armée d'Helvétie qui occupait militairement la Suisse depuis un an.
Les circonstances étaient graves. L'Angleterre venait de former la seconde coalition : l'Angleterre, l'Autriche, la Russie, une partie de l'Allemagne, Naples, le Portugal, la Turquie, jusqu'aux États barbaresques, s’étaient réunis contre la France.

Les débuts de la campagne ne furent pas heureux pour les armes françaises en Italie et en Allemagne. Masséna ne dut songer en Suisse qu'à la défensive, mais elle ne manqua pas de brillants faits d'armes, et la Première bataille de Zurich assura le salut du pays. 
La 103e demi-brigade prit une part active à cette campagne. Le 16 ventôse an VII (6 mars 1799), lors de la capitulation des Impériaux à Coire, elle concourut à forcer le passage du pont de Zollbrücke, et poursuivit l'ennemi jusque sous les murs de Coire, en faisant 1 700 prisonniers.

Par arrêté du 2 floréal an VII (21 avril 1799), l'armée d'Helvétie est réunie à l'armée du Danube, sous le commandement de Masséna.

La 103e demi-brigade était alors aux environs de Coire, et son 1er bataillon eut à combattre les habitants de la vallée de Dissentis qui s’étaient insurgés. Il défendit avec vigueur le passage du pont de Reichenau et fit, après avoir incendié le pont, avec les troupes de la division Suchet, une retraite pleine de périls et de fatigues jusqu'à Urseren, au pied du Saint-Gothard.

Le 2e bataillon avait pendant ce temps dispersé les insurgés de la vallée de Languart, mais les Impériaux ayant coupé toutes ses communications, il fut enveloppé par des forces considérables, et après une lutte désespérée obligé de déposer les armes.
Le 1er vendémiaire an VIII (23 septembre 1799), la 103e demi-brigade fait partie de la division Klein. Elle prend part à l'ensemble de manœuvres qui porte le nom de bataille de Zurich (25 et 26 septembre). La division Klein, jointe à la division Mortier, occupe la ville de Zurich, après un combat sanglant, et fait 5 000 Russes prisonniers. Le général Masséna, s'étant mis lui-même à la tête de ces deux divisions, poursuit le corps du général Korsakoff, l'atteint à Rudolflngen (de), le défait complètement et le force à repasser le Rhin.
Cette victoire coûtait aux coalisés 30 000 hommes et la défection des Russes.
L'Angleterre et l'Autriche ayant repoussé les propositions de paix du premier Consul, l'armée du Rhin fut réunie à l'armée du Danube sous le commandement du général Moreau, pour opérer en Allemagne, et le général Masséna reçut le commandement de l'armée d'Italie.
La 103e demi-brigade, faisant partie de la première de ces deux armées, entra dans la division Ney, du corps du général Saint-Cyr. Elle passe le Rhin à Vieux-Brisach le 5 floréal an VIII (25 avril 1800), culbute l'ennemi dans le Val-d'Enfer, assiste le 13 floréal an VIII (3 mai 1800) à la bataille d'Engen, et le 15 floréal an VIII (5 mai 1800) à celle de Tuttlingen. Elle se distingue à Güglingen et à Kirchberg,. Les Autrichiens sont rejetés dans le camp retranché d'Ulm, où l’armée française les tient enfermés.

Le 18 prairial an VIII (7 juin 1800), l'organisation de l'armée est modifiée, mais la 103e se trouve encore dans la division Ney, la 2e de l'aile gauche placée sous le commandement du général Grenier.

Le 23 prairial an VIII (12 juin 1800), les deux premiers bataillons de la 103e culbutent l'ennemi sur le plateau de Gunerishofen, et le repoussent jusqu'au-delà du village de Bebenhausen. Dans la poursuite de l'ennemi sur Ulm, la 103e occupe les hauteurs de Roilingen. La 103e demi-brigade fait partie plus tard de la 1re division de l'aile gauche, commandée par le général Legrand, et prend part au blocus d'Ingolstadt.

Le 23 messidor an VIII (12 juillet 1800), un armistice fut conclu : l'Autriche, battue en Italie (Marengo le4 juin) comme en Allemagne, demandait à traiter.
Mais les conférences de Lunéville traînant en longueur, Bonaparte résolut de conquérir la paix par une campagne d’hiver, et le général Moreau reçut l'ordre de recommencer les hostilités.
Le 7 frimaire an IX (28 novembre 1800), l'armée marcha sur l'Inn.

Le 10 frimaire an IX (1er décembre 1800), le général Grenier nier, ayant pris position sur les hauteurs qui dominent la plaine d'Ampfing, fut attaqué par l'archiduc Jean.
La 103e, sous les ordres du général Desperrières, défendait Aschau, en enveloppant les issues de Waldkraiburg. Dans cette journée, prélude d'une grande victoire, la demi-brigade fit six à sept cents prisonniers, et fut citée dans le rapport du chef d’état-major général au ministre de la guerre.

Deux jours après, 12 frimaire an IX (3 décembre 1800), la 103e demi-brigade prenait une grande part à la célèbre bataille de Hohenlinden. 12 000 prisonniers, 87 pièces
de canon furent les trophées de cette brillante victoire.

Dans la poursuite de l'ennemi, la 103e se porte sur Mühldorf, traverse l'Inn le 21 frimaire an IX (12 décembre 1800), la Salzach le 23 frimaire an IX (14 décembre 1800), et prend part le 29 frimaire an IX (20 décembre 1800) à un brillant coup de main exécuté à Steyr par le général Grenier, et qui coûta à l'ennemi 6 000 prisonniers, 22 pièces de canon, 185 caissons, 4 000 à 5 000 voitures, et d'immenses approvisionnements.
L'Autriche, effrayée, promit d'accepter toutes les conditions de la France, et un armistice (en) fut signé le 2 nivôse an IX (23 décembre 1800), à Steyr.

Cet armistice fut suivi de la paix de Lunéville signée le 20 pluviôse an IX (9 février 1801)

La 103e demi-brigade fut dirigée sur Cologne et entra dans l'armée de Hanovre.

### 103erégiment d'infanterie de ligne(1803-1815)

#### Guerres de la Révolution et de l'Empire
Par arrêté du 1er vendémiaire an XII (24 septembre 1803), la 103e demi-brigade de deuxième formation prend la dénomination de 103e régiment d'infanterie de ligne.

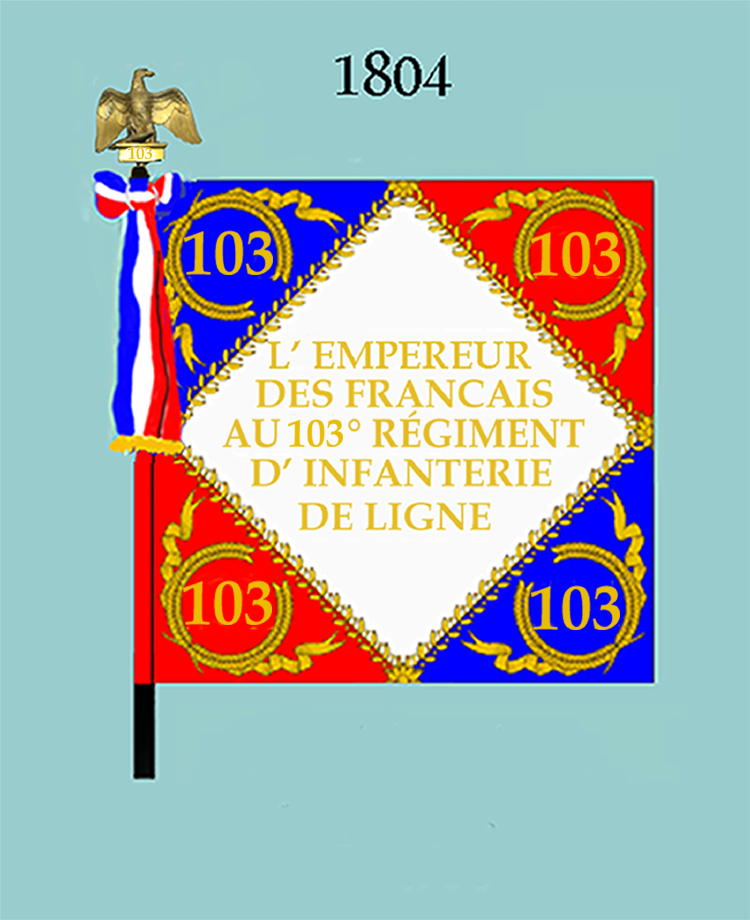
Drapeau modèle de 1804 (avers)
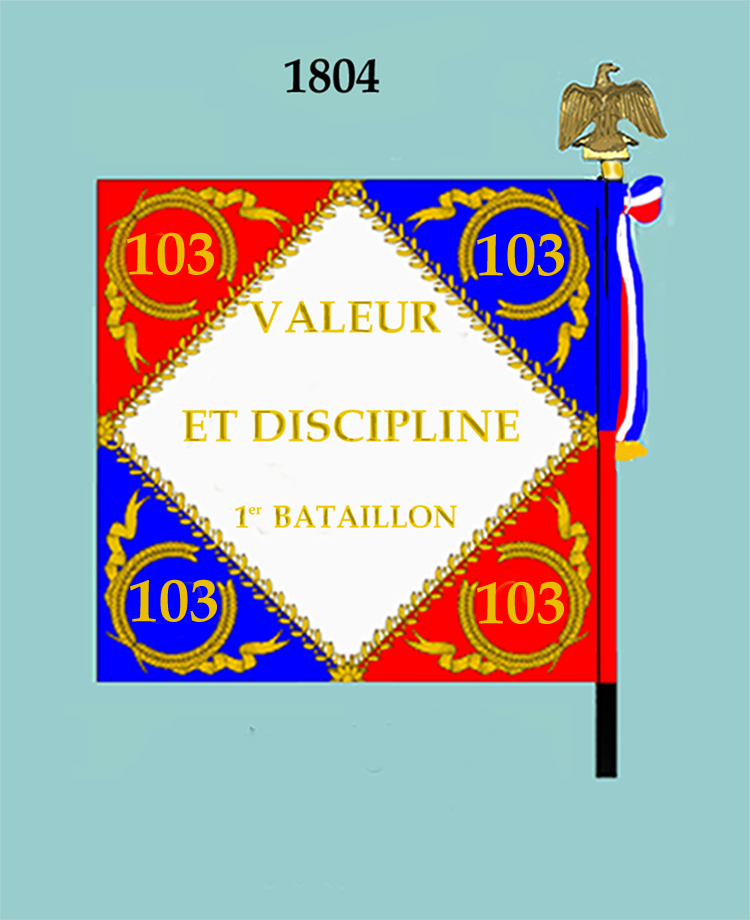
Drapeau modèle de 1804 (revers)

Pendant l'an XII et l'an XIII le 103e régiment fait partie de l'armée de Hanovre, occupant Nienburg et les environs.
L'Angleterre, ayant rompu la paix d'Amiens, Napoléon résolut de passer le détroit et réunit la Grande Armée au camp de Boulogne. Mais, au moment
même où son plan de descente échouait, il apprenait que les Anglais avaient formé contre la France une coalition nouvelle. Il se retourna vers l'Allemagne et commença son immortelle campagne de 1805.
Le 103e faisait partie de la division Gazan, du 5e corps, sous les ordres du maréchal Lannes.

La Grande Armée entre en Allemagne le 25 septembre 1805 et passe le Danube le 6 octobre, et le 19, l'armée autrichienne, enfermée dans Ulm, capitulait. Une armée de 80 000 hommes avait disparu. 60 000 étaient tués ou prisonniers; 200 canons, 80 drapeaux étaient entré nos mains.

La division Gazan qui, le 12 octobre, se trouvait en ligne devant Ulm, n'eut pas à combattre. Le 20 octobre, elle assiste au désarmement de l'armée autrichienne.

L'Empereur précipite sa marche sur Vienne. La division Gazan passe sous le commandement du maréchal Mortier, et prend part le 11 novembre 1805 à la bataille de Dürenstein, qui est un des plus beaux titres de gloire du 103e RI.

L'action commencée à la pointe du jour ne finit qu'à 9 heures du soir. Le régiment fit des pertes énormes. Le colonel Taupin fut blessé et nommé commandeur de la Légion d'honneur.
 
Le 19 novembre, le 103e est à Vienne, et il y reste jusqu'à la paix de Presbourg, signée le 26 décembre 1805. Les arsenaux de Vienne avaient livré à l'armée française 100 000 fusils et 2 000 pièces de canon.

Après la paix de Presbourg, le 103e régiment d'infanterie de ligne fut cantonné en Allemagne.
L'Angleterre avait de nouveau réussi à former contre la France une nouvelle coalition : la Prusse, la Russie et la Suède y entrèrent. La guerre fut déclarée le 24 septembre 1806.

La Grande Armée, 170 000 soldats, qui était encore cantonnée en Allemagne, fut immédiatement mise en mouvement. Le 103e faisant toujours partie de la division Gazan et du 5e corps, commandé par le maréchal Lannes, fut dirigé sur Cobourg, le 8 octobre.

Le 10 octobre, il rencontre les Prussiens à Saalfeld, où eut lieu un engagement, qui ne précéda que de quatre jours la bataille d'Iéna, le 14 octobre. À Iéna, le 103e régiment d'infanterie de ligne dirigé par le maréchal Lannes en personne, exécuta une charge brillante et décisive sur la gauche de l'armée prussienne, et contribua puissamment au gain de la bataille.
Les pertes de cette journée furent nombreuses.

Le même jour, à 4 lieues d'Iéna, le maréchal Davout écrasait à Auerstaedt l'armée du duc de Brunswick.

Les résultats de cette double victoire furent immenses. L'armée prussienne était anéantie, ses débris fuyaient dans un désordre inexprimable. Toutes les places fortes de la Prusse se rendent. L'armée française entre à Berlin, qu'elle devait occuper pendant trois années consécutives. En un mois la monarchie prussienne avait cessé d'exister, un préfet français commande à Berlin.

Le 103e est associé à toute cette gloire. Il passe l'Elbe le 21 octobre, s'arrête à Potsdam, puis arrive à Spandau qui se rend le 25, et continue à poursuivre les débris de l'armée prussienne.
Le 5 décembre, il est à Varsovie, où il reste jusqu'au 26 où il se trouve à la bataille de Pultusk, où il fait des prodiges de valeur. Le régiment reprend ensuite ses cantonnements autour de Varsovie.
Le 26 février 1807, le 5e corps attaque les Russes aux environs d'Ostrolenka. Dans cette bataille, le 103e, qui était à l'avant garde, rencontre l'ennemi dans les bois, le charge tête baissée avec le reste de la division et le poursuit jusqu'à la Skawa (en).

Après cette bataille, le 103e revint dans ses cantonnements auprès de Varsovie, et y resta jusqu'à la paix de Tilsitt signée le 8 juillet 1807. À cette époque, le 5e corps était cantonné en Silésie.
Le 8 septembre 1808, le 103e est rappelé d'Allemagne pour être dirigé sur l'armée d'Espagne et est envoyé devant Saragosse. Saragosse ne fut pris, que le 21 février 1809, après huit mois d'attaque, vingt-huit jours de tranchée ouverte et vingt-trois jours de combats dans les rues, les couvents et les églises. Le 103e enleva d'assaut plusieurs couvents du faubourg et fit 4 000 prisonniers.
Après la prise de Saragosse le 103e régiment d'infanterie de ligne fit partie de la réserve laissée aux pieds des Pyrénées.
Mais l'Autriche venait de faire passer l'Inn à 175 000 hommes commandés par l'archiduc Charles. II fallut faire face de ce côté et renforcer l'armée d'Allemagne qui allait entreprendre la glorieuse campagne de 1809. Le 4e bataillon du 103e y fut envoyé et placé dans le 10e corps. II prit part aux batailles d'Ebersberg
le 3 mai, d'Essling les 21 et 22 mai, et de Wagram le 6 juillet qui termina la campagne. Un armistice fut signé à Znaïm le 11 juillet, et la paix fut conclue à Vienne le 14 octobre.

Après la paix, en 1810, ce bataillon revient en Espagne et fait partie de l'armée de Portugal.
Les trois autres bataillons restés dans la péninsule Ibérique avaient été dirigés sur Salamanque en juillet 1809 et prirent part à la poursuite de l'armée anglaise après la bataille de Talavera le 28 juillet, livrée par Joseph Bonaparte à sir Wellesley. Le 19 novembre, le 103e prenait une large part à la victoire d'Ocaña où le colonel Rignoux se distingua particulièrement en entraînant son régiment dans une charge à la baïonnette.
Au mois de janvier 1810, le 103e prend part à l'expédition d'Andalousie et au blocus de Badajoz, passe l'été à Séville et se trouve au bataille de Fuente de Cantos.
Au mois de janvier 1811, la division Gazan, dont faisait toujours partie le 103e, fut chargée d'escorter l'équipage de siège dirigé sur Badajoz.
Le 26 janvier, elle rencontre un corps espagnol de 6 000 hommes qui avait pris position sur les hauteurs de Castillejoz. Le général Gazan envoie contre lui le 28e léger et le 103e de ligne après un combat de deux heures, les Espagnols plient et battent en retraite. Le 103e arrive le 2 février au camp sous Badajoz. Le 11, il donne l'assaut au fort de Nerdaleras, et, après un combat de nuit très acharné, il reste maître de l'ouvrage. Il contribue ainsi puissamment à la reddition de la ville qui a lieu le 10 mars.
 Au mois d’avril, le 103e est divisé en deux portions : le 3e bataillon reste à Badajoz, bientôt investi par l’armée anglaise, et les deux premiers vont à Séville avec la division Gazan. Ces deux bataillons assistent le 16 mai à la sanglante bataille d'Albuera, et y font des prodiges de valeur.

Pendant le reste de l’année 1811, le 103e opéra en Andalousie, délivra Grenade et rejette les Anglais dans Gibraltar.

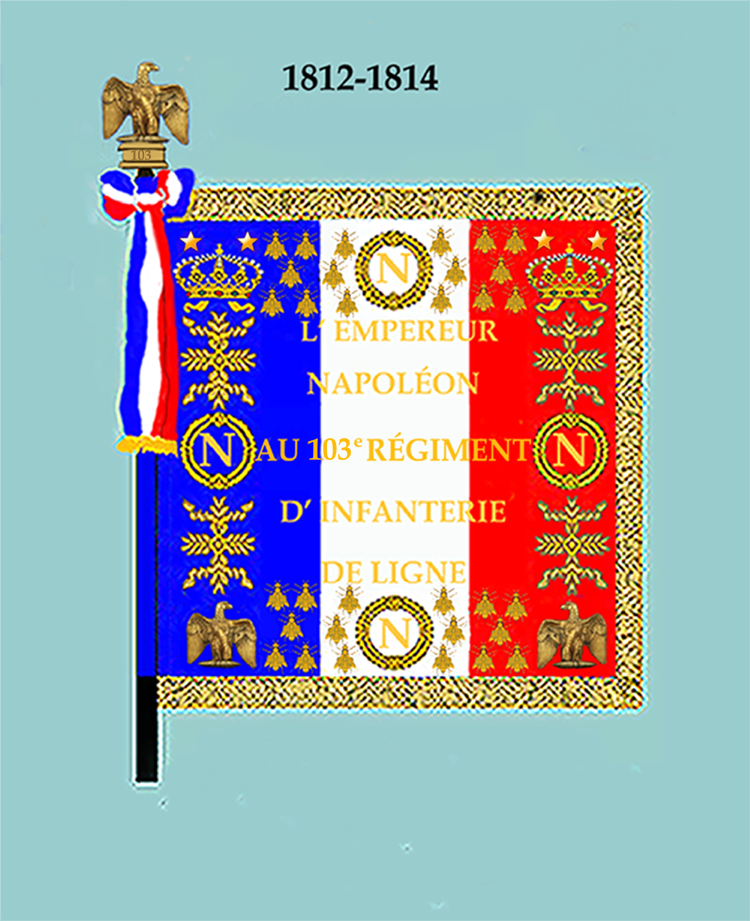
Drapeau modèle de 1812 (avers)
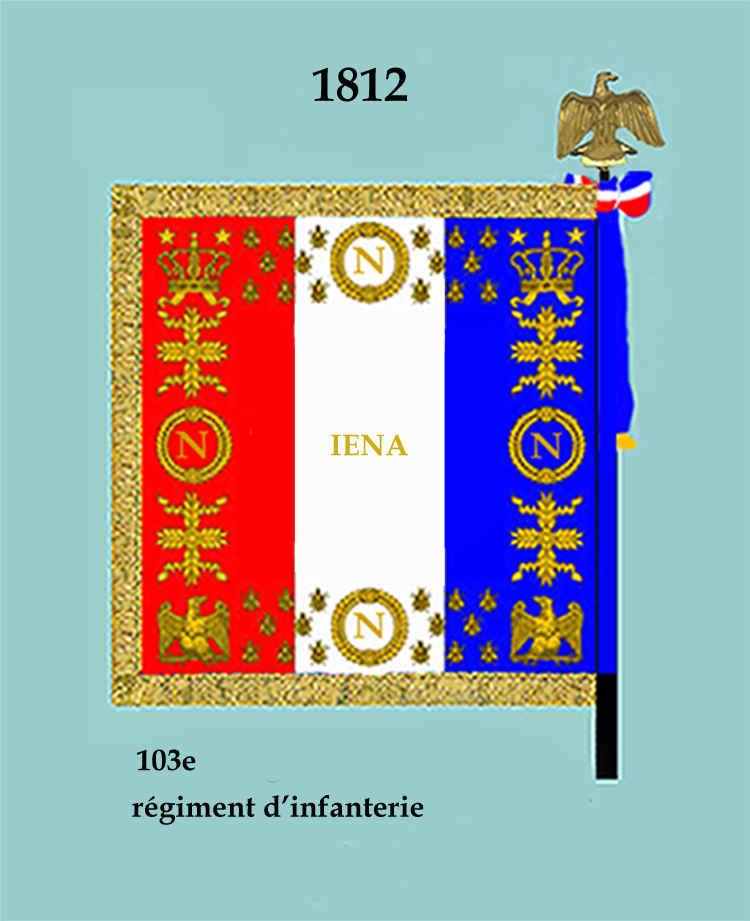
Drapeau modèle de 1812 (revers)

En février 1812, Badajoz, où était resté le 3e bataillon, fut investie de nouveau par l'armée anglaise. Attaquée par des forces supérieures, cette ville fut emportée d'assaut le 6 avril, et la garnison fut faite prisonnière de guerre. Les deux autres bataillons tinrent garnison pendant l'année 1812 dans le royaume de Valence. Au mois d'octobre, ils sont dirigés sur Madrid pour y réprimer des troubles.
Au mois de mai 1813, l'armée commença son mouvement de retraite.
Le 21 juin eut lieu la funeste bataille de Vitoria. Le 103e, le général Maransin à sa tête, attaqua les hauteurs de Sierra-de-Andin et s'y battit pendant deux heures sans résultat. Le 25 juillet, le 103e attaque les Anglais au col de Maya et les repousse sur toute la ligne. Le colonel Bonnaire y fut blessé. Le 27 et le 28 juillet, le 103e se battit à Sorauren. Le 30 juillet, l'armée française repassait la Bidassoa.

Dans cette campagne d’Espagne, le 103e se montra partout à hauteur des circonstances. Ce n'était pas ici ces grandes et retentissantes batailles auxquelles il avait assisté, ou qui se livraient en ce moment même dans le nord de l'Europe; mais dans cette guerre, où les forces durent s'éparpiller, comme l'insurrection elle-même, au milieu de ce pays hostile et fanatisé, où chaque pan de mur, chaque buisson pouvait cacher un ennemi, nos soldats furent d'une fermeté, d'un courage, d'une valeur à toute épreuve.

Le 103e, rentré en France, fut campé en avant de Bayonne, sur la rive droite de la Nive, et y passa l'hiver.

Pendant la campagne d'Espagne, le 103e eut en Allemagne un 2e bataillon bis et un 3e bataillon bis et même un 4e bataillon ter qui étaient formés de nouvelles levées. Ces bataillons prirent une part glorieuse aux victoires de Lutzen le  2 mai 1813, et de Bautzen ainsi qu'aux combats de Pirna et de Kulm et à la bataille de Leipzig du 16 au 19 octobre. À la défense de Dresde, le 3e bataillon bis et le 4e bataillon ter furent faits prisonniers. Le 2e bataillon bis prit part à la bataille de Hanau le 30 octobre.

À la réorganisation de l’armée, en décembre 1813, les débris des 2e bataillon bis et 3e bataillon bis du 103e firent partie de la 2e division du général Durutte de la 4e armée du maréchal Marmont, et furent investis dans Mayence.
En janvier 1814, la France était envahie de toutes parts.. . 160 000 Anglo-Espagnols, sous le commandement de Wellington, franchissaient les Pyrénées.
Les troupes Françaises s'établirent autour d'Orthez. Le 103e occupait le village de Saint-Boès. Le 27 février, Wellington vint attaquer ce village, et, après une vigoureuse résistance, le régiment dut battre en retraite sur Tarbes, puis sur Toulouse.
Le 9 avril, l'armée anglo-espagnole arrive devant cette ville, où Soult l'attendait. Le 10 avril, l'attaque commença sur notre gauche, où se trouvait le général Maransin avec le 103e, chargé de la garde de la tête du premier pont du canal. Cette position fut conservée toute la journée, malgré les efforts acharnés d’un ennemi bien supérieur en nombre.

Cette dernière bataille livrée par l'armée d’Espagne est une des plus héroïques et des plus glorieuses de cette campagne. Le 103e fit des prodiges de valeur, mais ces efforts furent stériles car Paris était livré, et l'Empereur forcé d'abdiquer.
À la réorganisation prescrite par l'ordonnance royale du 12 mai 1814, le 103e devint le 84e.
À son retour de l'île d'Elbe 1815, l'Empereur, par décret du 25 avril 1815, fit reprendre à chaque régiment son ancienne dénomination.

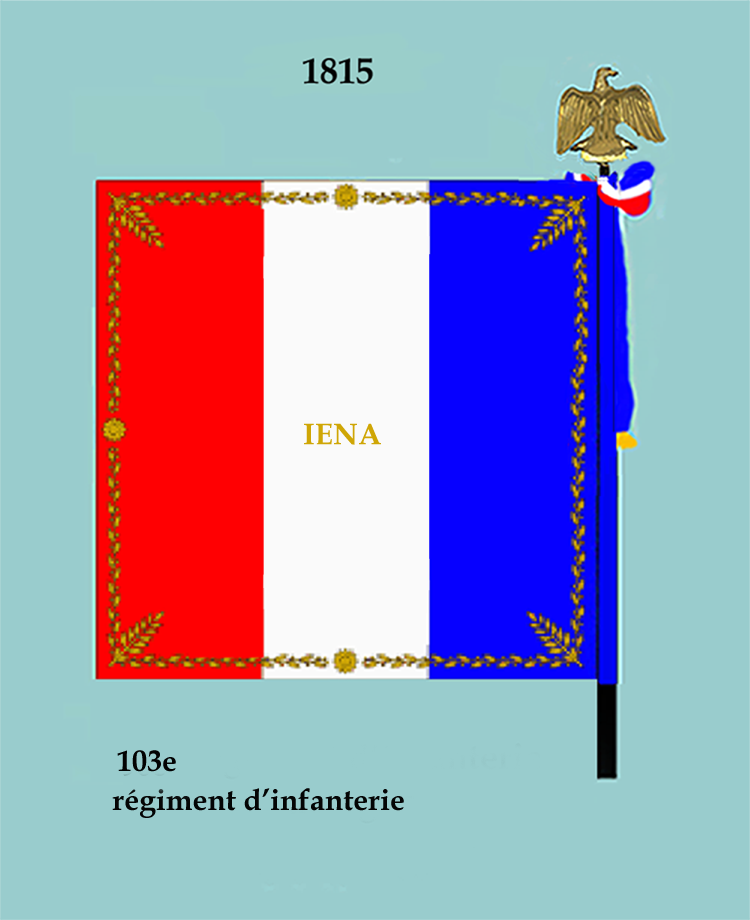
Drapeau modèle de 1815 (revers)

Après la seconde abdication de l'Empereur, Louis XVIII réorganise de l'armée de manière à rompre avec l'héritage politico-militaire du Premier Empire.
A cet effet une ordonnance du 16 juillet 1815 licencie l'ensemble des unités militaires françaises.

Les débris sont versés dans la 52e légion départementale d'infanterie qui prend le nom de légion de la Meurthe.
Lors de la réorganisation des corps d'infanterie français en 1820, le 103e régiment d'infanterie de ligne n'est pas recréé, son numéro reste vacant jusqu'en 1860.

### 103erégiment d'infanterie de ligne(1860-1862)

#### Second Empire

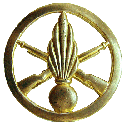
insigne de béret d'infanterie

Le 103e régiment d'infanterie de ligne est formé le 28 juin 1860, conformément au décret du 11 du même mois, avec une partie de la brigade de Savoie, par suite de l'annexion de ce pays à la France, après la campagne de 1859 en Italie.
Il est licencié en vertu d’un décret impérial du 14 décembre 1861 pour cause de réduction dans l'armée, et dissous le 25 janvier 1862.

### 103erégiment d'infanterie de ligne(1871-1871)
La formation d'un 103e régiment d'infanterie de ligne fut commencée à Saint-Omer le 15 mars 1871, mais ce régiment fut licencié le 11 mai de la même année, avant d'être complètement formé.

### 103erégimentd'infanterie de ligne (1872-1882)

#### De 1872 à 1914
Un décret du président de la République en date du 10 avril 1872 ayant prescrit que les régiments provisoires devenaient définitifs et prendraient la dénomination de régiment de ligne avec un numéro de série, le 3e régiment d'infanterie provisoire prend la dénomination de « 103e régiment d'infanterie de ligne » et reste à la forteresse du Mont-Valérien qu'il occupe depuis le 30 mars 1872.

À la même date, le 4e bataillon est constitué comme cadres d'officiers, deux compagnies seulement étant constituées entièrement. Le 20 septembre, les quatre autres compagnies du 4e bataillon sont organisées.
Conformément au décret du 29 septembre 1873, trois compagnies désignées par le sort, quittent le 103e le 15 octobre 1873, pour concourir à la formation du 130e régiment d'infanterie, au camp de Saint-Germain-en-Laye. Le 103e se trouve ainsi composé de 21 compagnies formant 3 bataillons de 6 compagnies, et 3 compagnies de dépôt.
Le 18 octobre, le 103e et le dépôt quittent le Mont-Valérien pour se rendre à Alençon dans le département de l'Orne.
En vertu d’un décret du président de la République, du 15 octobre, mis en vigueur le 21, fixant la constitution des corps d'armée, le 103e fait partie du 4e corps d'armée commandé par le général Deligny, 7e division du général Duplessis, 14e brigade sous les ordres du général Blot, remplacé plus tard par le général Haca.
Le 31 octobre, le 1er et le 2e bataillon quittent la forteresse du Mont-Valérien pour se rendre à Rueil.
Le 13 septembre 1874, le régiment quitte Rueil pour aller au camp de Pontgouin en Eure-et-Loir prendre part aux grandes manœuvres du 4e corps, sous la direction du général Deligny. Le 3e bataillon, venant d'Alençon, rejoint les deux autres au camp, où le régiment se trouve réuni le 19 septembre. Commencées le 21 septembre, les grandes manœuvres sont terminées le 3 octobre, et le 6 octobre le camp de Pontgouin est levé. Le 3e bataillon retourne à Alençon, et les deux premiers sont dirigés sur le camp de Satory, où ils arrivent le 9 octobre.

### Première Guerre mondiale
En 1914 : casernement à Paris pour deux des bataillons. Alençon pour le troisième, il appartient à la 14e brigade d'infanterie, 7e division d'infanterie, 4e corps d'armée.

À la 7e DI d'août 1914 à novembre 1918.

#### 1914
- Août : perd 60 % de ses effectifs aux combats à Ethe (Belgique), lors de la Bataille des Frontières.
- 7 septembre : lors de la Première bataille de la Marne, le 103e R.I. fait partie des troupes embarquées dans les taxis parisiens de l’Esplanade des Invalides et débarquées proche du chemin de Nanteuil-le-Haudouin[10].
- 8 septembre : le 103e R.I. prend part à la bataille de l'Ourcq (1914).
- septembre - décembre : secteur de Picardie.

#### 1915

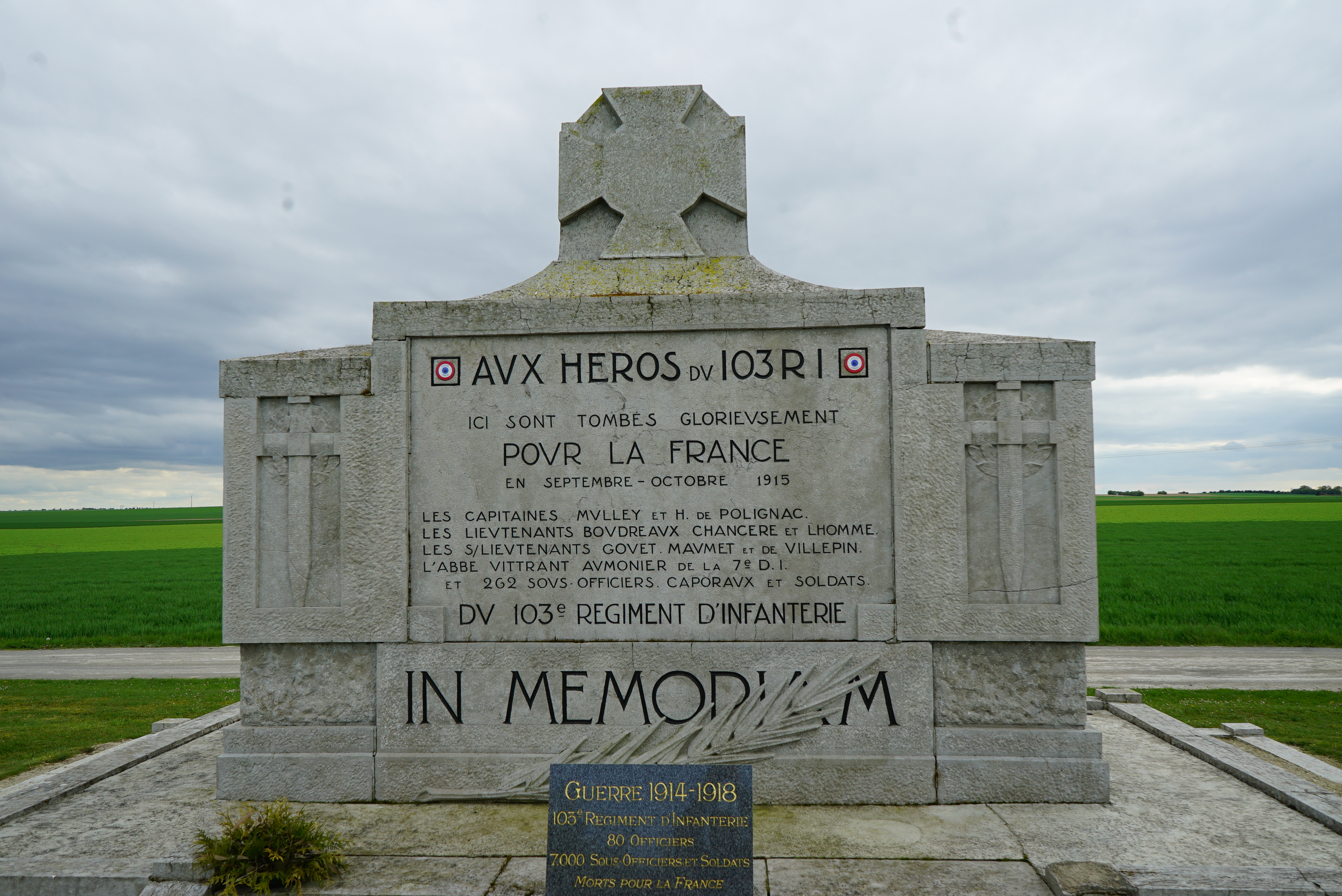
Il en reste ce "monument Polignac aux héros du RI" à Aubérive.

- février - décembre : secteur de Champagne.
  - Première bataille de Champagne,
  - 25 septembre-6 octobre : seconde bataille de Champagne.

#### 1916
- janvier - août : secteur de Champagne.
- septembre - décembre : secteur de Verdun, Thiaumont, Douaumont.

#### 1917
- janvier - mai : secteur de Lorraine.
- juin - août : secteur de Verdun, côte du poivre.
- août - octobre : secteur de la Woëvre.
- novembre - décembre : secteur de Champagne.

#### 1918
- janvier - avril : secteur de Champagne.
- mai - juillet : secteur des Flandres.
- juillet : Bataille de la Marne.
- juillet : secteur de l'Aisne.
- septembre : secteur de Champagne.

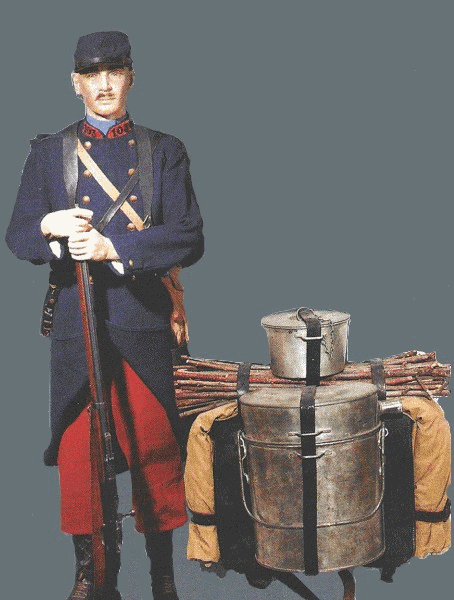
fantassin du 103e régiment d'infanterie de ligne, avec son fusil Lebel modèle 1886 et son sac à dos havresac, as de carreau, modèle de 1893.

### Entre-deux-guerres

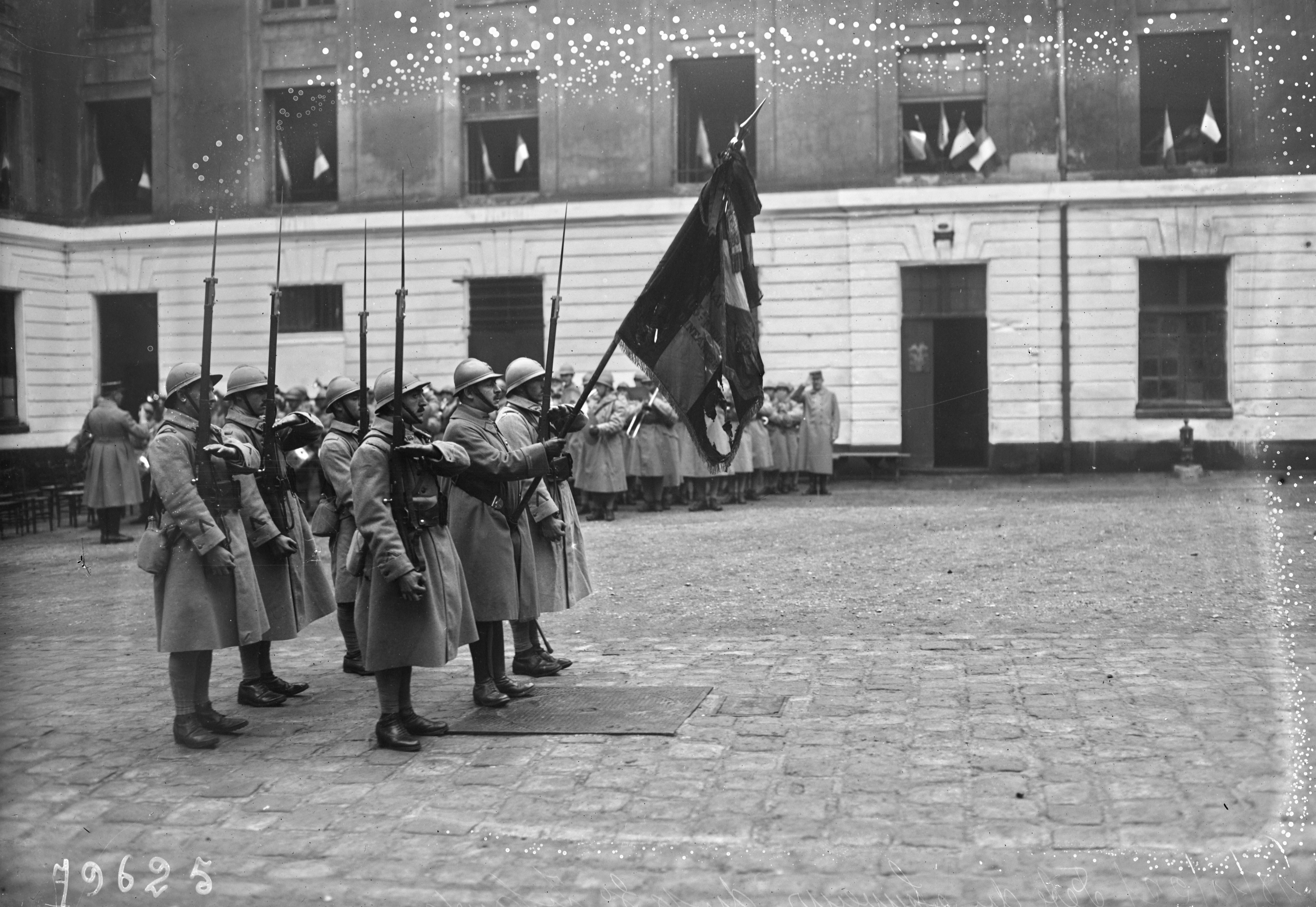
Le drapeau du le 18 11 1922 à la caserne Penthièvre dans le.

### Seconde Guerre mondiale
Formé le 9 septembre 1939 sous le nom de 103e régiment d'infanterie, il est commandé par le colonel Roche. Région militaire, centre mobilisateur d'infanterie; réserve A RI type NE; il est mis sur pied par le CMI 252.
Le régiment fait partie de la 41e division d'infanterie qui renforce le sous-secteur de Marville (secteur fortifié de Montmédy) à la veille de l'offensive allemande.

## Drapeau
Il porte, cousues en lettres d'or dans ses plis, les inscriptions suivantes :
- Zurich 1799
- Hohenlinden 1800
- Iéna 1806
- Saragosse 1809
- l'Ourcq 1914
- La Marne 1918
- L'Aisne 1918

## Décorations
Sa cravate est décorée de la Croix de guerre 1914-1918 avec deux citations à l'ordre de l'armée .
Il a le droit au port de la fourragère aux couleurs du ruban de la croix de guerre 1914-1918.

## Personnalités ayant servi au103eRI
- Géo André (1889-1943), athlète, joueur de rugby à XV, aviateur et journaliste sportif français
- Robert Bergeyre (1894-1914), rugbyman
- Jehan Berjonneau (1890-1966), artiste peintre
- François Michel Brayer (1788-1848) alors soldat
- Nicolas Michel Chevreau alors sous-lieutenant
- Frédéric Duval (1876-1916), archiviste-paléographe et historien y fait son service militaire de 1897 à 1898
- Louis Thomas Gengoult (1767-1846)
- Claude Joseph Pelecier (1774-1855) alors major et colonel en second
- Julien Pouchois (1888-1955), coureur cycliste
- Henri César Auguste Schwiter (1768-1839)
- Alexandre Camille Taponier (1749-1831)
- Éloi Charlemagne Taupin (1767-1814) en tant que colonel

## Sources et bibliographie
- Louis Léon Christophe Roulin : Historique du 103e régiment d'infanterie de ligne à lire en ligne
- Général Andolenko : Recueil d'Historiques de l'Infanterie Française (Eurimprim 1969).
- Pierre Du Perche :  Saint Roch et son chien. Les taxis de la Marne, la Champagne, Verdun avec ceux du 103, Oasis, 1966
- Historiques des corps de troupe de l'armée française (1569-1900)
- French Infantry Regiments and the Colonels who Led Them: 1791 to 1815
- Émile Ferdinand Mugnot de Lyden : Nos 144 régiments de ligne